# Пуутлі
Пуутлі (ест. Puutli) — село в Естонії, входить до складу волості Вастселійна, повіту Вирумаа.